# Eulithis lunulata
Eulithis lunulata är en fjärilsart som beskrevs av Edward Alfred Cockayne 1950. Eulithis lunulata ingår i släktet Eulithis och familjen mätare. Inga underarter finns listade i Catalogue of Life.